# Jabłuniwka (rejon popilnianski)
Jabłuniwka (ukr. Яблунівка) – wieś na Ukrainie, w obwodzie żytomierskim, w rejonie popilnianskim, nad Unawą. W 2001 roku liczyła 140 mieszkańców.